# Žabí Majer
Žabí Majer byla pražská punková skupina. Její název vychází z jména bratislavské zahrádkářské kolonie Žabí majer. Její činnost byla zahájena v roce 1999 a dodnes vydala tři alba.

## Členové
- Žabák – texty, hudba, zpěv, kytara
- Zlato – akordeon, vokál
- Godzila – baskytara, křik
- Šany – bicí

## Diskografie
- Par taho wat
- Člověkomlejnek
- Secese